# Рёмерсвиль
Рёмерсвиль (нем. Römerswil) — коммуна в Швейцарии, в кантоне Люцерн. 
Входит в состав округа Хохдорф. Население составляет 1533 человека (на 31 декабря 2006 года). Официальный код — 1039.